# Ischnoptera marginata
Ischnoptera marginata är en kackerlacksart som beskrevs av Brunner von Wattenwyl 1865. Ischnoptera marginata ingår i släktet Ischnoptera och familjen småkackerlackor. Inga underarter finns listade i Catalogue of Life.